# Ludovico Limentani
Ludovico Limentani (18 de agosto de 1884 en Ferrara-7 de julio de 1949 en Dolo) fue un filósofo italiano.

## Biografía
Al principio positivista, determinantes por su formación fueron las reuniones con el psicólogo y educador Roberto Ardigò, con el matemático Giovanni Vailati y con el filósofo Giovanni Marchesini.
Enseñó en la Universidad de Florencia, donde tuvo como colegas Alessandro Levi y Francesco De Sarlo y alumnos importantes como Kurt Heinrich Wolff, Eugenio Garin y Aurelio Pace histórico de África contemporánea para la UNESCO y padre del artista-filósofo Joseph Pace, fundador del Filtranismo.
Fundamentales son sus estudios sobre La predicción de los hechos sociales  y sobre Giordano Bruno.
Con las leyes raciales fascistas de 1938, puesto que era judío Limentani fue expulsado de la universidad.